# Selvportræt (eksperimentalfilm)
|  | Denne artikel er oprettet af botten Steenthbot ud fra en ekstern database. Den kan derfor have sproglige fejl eller mangler. Denne skabelon kan fjernes efter kontrol af indholdet. |

 For alternative betydninger, se Selvportræt (flertydig). (Se også artikler, som begynder med Selvportræt)
Selvportræt er en dansk eksperimentalfilm fra 1968 instrueret af Peter Louis-Jensen.

## Handling
Et komplekst billede med dobbeltoptagelser af detaljer i et rum, graffiti på vægge, fragmenter af tekster, billeder og neonoptagelser.